# مارثا سيسيليا
مارثا سيسيليا هي كاتِبة فلبينية، ولدت في 1953 في دابيتان في الفلبين، وتوفيت في 8 ديسمبر 2014 في ميكويان في الفلبين.

## وصلات خارجية
- مارثا سيسيليا على موقع IMDb (الإنجليزية)